# Mohelnaspis ampelodesmae
Mohelnaspis ampelodesmae är en insektsart som först beskrevs av Robert Newstead 1897.  Mohelnaspis ampelodesmae ingår i släktet Mohelnaspis och familjen pansarsköldlöss. Inga underarter finns listade i Catalogue of Life.